# Oreopsychini
De Oreopsychini zijn een geslachtengroep van vlinders in de familie van de zakjesdragers (Psychidae).

## Geslachten
- Leptopterix Hübner, 1825
- Oreopsyche Speyer, 1865
- Ptilocephala Rambur, 1866